# Betty Gofman
Elizabeth Gass Gofman, mais conhecida como Betty Gofman (Rio de Janeiro, 3 de março de 1965) é uma atriz brasileira. Conhecida por seus trabalhos na televisão desde a década de 1980, sobretudo por seus papéis cômicos, também possui uma vasta carreira no teatro. Ela é vencedora de vários prêmios, incluindo um Prêmio Shell e o prêmio de Melhor Atriz Coadjuvante no Miami Brazilian Film Festival, além de ter recebido indicação para um Prêmio Guarani.
Gofman iniciou sua carreira no teatro após estudar atuação nas renomadas escolas do Teatro Tablado e Casa das Artes de Laranjeiras. Sua estreia nos palcos se deu em peças escolares e musicais infantis. No entanto, ficaria conhecida em 1985 ao atuar na novela Ti Ti Ti, como a ingênua "Eduarda". Nos anos seguintes, tornou-se cada vez mais popular em produções na televisão, destacando-se em Cortina de Vidro (1989), na qual interpretou sua primeira e única protagonista, O Dono do Mundo (1991), O Beijo do Vampiro (2002), Caminho das Índias (2009), Ti Ti Ti (2010), Em Família (2014), Haja Coração (2016), Órfãos da Terra (2019) e Travessia (2022).
No teatro, Gofman desenvolveu uma vasta carreira com maior versatilidade de atuação. Ela recebeu aclamação em diversas obras, em especial por suas performances em Orlando - Uma Biografia (1992), pela qual ela foi eleita Melhor Atriz no Festival de Teatro do Mundo da Alemanha, e O Burguês Ridículo (1997), pela qual ela se saiu vencedora do Prêmio Shell de Melhor Atriz.
No cinema, sua estreia foi no filme de comédia Os Trapalhões no Auto da Compadecida (1987), onde interpretou Nossa Senhora. Nos anos seguintes, conciliou trabalhos no cinema com o teatro e a televisão, atuando ainda nos longas Feliz Ano Velho (1988), Boca (1984) e foi elogiada na comédia dramática Até que a Vida Nos Separe (1999), sendo premiada no Miami Brazilian Film Festival como Melhor Atriz Coadjuvante e foi indicada pela crítica ao Prêmio Guarani de Cinema, também como Atriz Coadjuvante.

## Biografia
Betty Gofman nasceu na cidade do Rio de Janeiro, em 3 de março de 1965. Começou a participar da vida artística ao acompanhar os trabalhos de sua irmã, a atriz Rosane Gofman. Betty é descendente de judeus russos e austríacos. Durante as décadas de 1980 e 1990 alcança seu lugar no cinema, na televisão e, sobretudo, no teatro – onde participa de montagens com a diretora Bia Lessa, como Orlando, e recebe prêmios importantes como no Festival de Teatro do Mundo, na Alemanha, e o Shell, no Brasil.
A primeira novela da qual participa, em 1985, em Ti Ti Ti. No cinema, seu primeiro filme vem dois anos depois, Os Trapalhões no Auto da Compadecida, de Roberto Farias. Depois de bom papel em Feliz Ano Velho, e de ser destaque em Até que a Vida nos Separe, longa de estreia do publicitário José Saragoza, tem seu grande personagem em Cronicamente Inviável, de Sérgio Bianchi, em 2000.
De formação teatral, estudou no Teatro Tablado, com Maria Clara Machado, e na Casa de Arte das Laranjeiras (CAL). Integrou a companhia teatral de Bia Lessa e participou de vários festivais internacionais de teatro. Dirigida por Lessa, atuou na peça Orlando, baseada em romance de Virginia Woolf. Foi protagonista da novela Cortina de Vidro, de Walcyr Carrasco.
Depois então de se preparar, estudando teatro, Betty Gofman participou de vários festivais internacionais de teatro. As principais peças de teatro em que atuou foram: Cotidiano, baseada em romance de Virgínia Woolf, Casa de Bonecas, de Ibsen, A Megera Domada e Orlando. Em 2012, interpretou a atriz Zezé Macedo na peça biográfica A Vingança do Espelho, e assim Gofman consequentemente foi chamada para interpretar uma das mais famosas personagens de Macedo, Dona Bela, no revival da Escolinha do Professor Raimundo, em 2015.
A estreia no cinema foi em 1987, em Feliz Ano Velho, de Roberto Gervitz. Na televisão, participou de diversas telenovelas e minisséries, entre elas, Um Só Coração, da Rede Globo, onde interpretou a pintora Anita Malfatti. Também se aventurou como apresentadora esportiva, comandando o Tá na Área, do canal SporTV, entre 1996 e 2002.

## Vida pessoal
Ao fim dos anos 1980, teve um relacionamento com o músico Marcelo Fromer.
É casada com o filósofo Hugo Barreto, com quem tem duas filhas as gêmeas Alice e Helena. Ela também é protetora dos animais, tem 3 Whippets e cuida de bichinhos temporariamente, seu sonho quando criança era ser veterinária, mas quando a irmã Rosane Gofman seguiu carreira de atriz, Betty decidiu acompanha-la.

## Filmografia

### Televisão
| Ano       | Título                                   | Papel                                              | Notas                                    |
| --------- | ---------------------------------------- | -------------------------------------------------- | ---------------------------------------- |
| 1985      | Ti Ti Ti                                 | Maria Eduarda Macedo (Duda/Madu)                   |                                          |
| 1986      | Selva de Pedra                           | Monique                                            |                                          |
| 1987      | Direito de Amar                          | Antonia Santana (Tonica)                           |                                          |
| 1989      | Que Rei Sou Eu?                          | Princesa Ingrid Méril                              |                                          |
| 1989      | Cortina de Vidro                         | Branca de Sousa                                    |                                          |
| 1991      | O Dono do Mundo                          | Gilda                                              |                                          |
| 1995      | Decadência                               | Suzana Tavares Branco                              |                                          |
| 1995      | Engraçadinha: Seus Amores e Seus Pecados | Mariela                                            |                                          |
| 1996–2002 | Tá na Área                               | Ela mesma                                          | Apresentadora                            |
| 1996      | A Comédia da Vida Privada                | Ceres                                              | Episódio: "O Mistério da Vida Alheia"    |
| 1996      | Você Decide                              |                                                    | Episódio: "Um Mundo Cão"                 |
| 1998      | Mulher                                   | Débora                                             | Episódio: "Mães e Filhos"                |
| 1999      | Vila Madalena                            | Auxiliadora (Lilica)                               |                                          |
| 2000      | Garotas do Programa                      | Vários personagens                                 |                                          |
| 2001      | Os Normais                               | Susy                                               | Episódio: "Um Dia Normal"                |
| 2001      | Sítio do Picapau Amarelo                 | Betty Freezer                                      | Episódio: "Viagem ao Céu"                |
| 2001      | Sai de Baixo                             | Graça                                              | Episódio: "Minha Vida de Cachorra"       |
| 2002      | Desejos de Mulher                        | Nair Garcia                                        |                                          |
| 2002      | O Beijo do Vampiro                       | Amélie Jolíe                                       |                                          |
| 2004      | Um Só Coração                            | Anita Malfatti                                     |                                          |
| 2004      | Celebridade                              | Ela mesma                                          | Episódio: "31 de março"                  |
| 2004      | Começar de Novo                          | Dra. Anita Estrela                                 |                                          |
| 2005      | Sob Nova Direção                         | Protagonista do seriado                            | Episódio: "Luz, Câmera, Fuscão"          |
| 2005      | América                                  | Professora Dadá                                    | Episódio: "31 de outubro"                |
| 2006      | JK                                       | Abigail Fernandes                                  |                                          |
| 2006      | A Diarista                               | Angélica                                           | Episódio: "Faxinando com a Inimiga"      |
| 2007      | Amazônia, de Galvez a Chico Mendes       | Amelinha                                           |                                          |
| 2007      | A Diarista                               | Katianca                                           | Episódio: "Marinete Rouba Cena"          |
| 2007      | O Sistema                                | Greta                                              |                                          |
| 2008      | Casos e Acasos                           | Mariana                                            | Episódio: "O Bombeiro, o Furto e a Foto" |
| 2008      | Casos e Acasos                           | Daniela                                            | Episódio: "O Colar, o Cachorro e o DVD"  |
| 2009      | Caminho das Índias                       | Dayse                                              |                                          |
| 2010      | Ti Ti Ti                                 | Maria do Socorro da Silva (Help) / Miss Help Adams |                                          |
| 2012      | Salve Jorge                              | Sarila                                             |                                          |
| 2014      | Em Família                               | Miss Lauren Vargas Dassoin                         |                                          |
| 2015–21   | Escolinha do Professor Raimundo          | Dona Bela                                          | [ 14 ]                                   |
| 2016      | Haja Coração                             | Vitória Miranda Rodrigues Maggione                 |                                          |
| 2017      | A Força do Querer                        | Jacira Silva (Jacy)                                |                                          |
| 2018      | Deus Salve o Rei                         | Nalanda Oliver (Naná)                              |                                          |
| 2019      | Órfãos da Terra                          | Eva Roth Fischer                                   |                                          |
| 2021      | Um Lugar ao Sol                          | Profª. Maria Antônia Andrade                       |                                          |
| 2022      | Eleita                                   | Deputada Vera Simmehl                              | Episódio: "Responsabilidade Fiscal"      |
| 2022      | Travessia                                | Olímpia Gomes                                      |                                          |
| 2024      | No Corre                                 | Jane                                               | Episódio: "Ninguém É Perfeito"           |
| 2024      | No Corre                                 | Sarah                                              | Episódio: "Ninguém É Perfeito"           |
| 2025      | Êta Mundo Melhor!                        | Medéia Pereira                                     |                                          |

### Cinema
| Ano  | Título                               | Personagem          | Direção         |
| ---- | ------------------------------------ | ------------------- | --------------- |
| 1987 | Os Trapalhões no Auto da Compadecida | Nossa Senhora       | Roberto Farias  |
| 1987 | Os Trapalhões no Auto da Compadecida | Cozinheira do Major | Roberto Farias  |
| 1988 | Feliz Ano Velho                      | Soninha             | Roberto Gervitz |
| 1994 | Boca                                 | Granfina            | Walter Avancini |
| 1999 | Até que a Vida nos Separe            | Lulu                | José Zaragoza   |
| 2000 | Cronicamente Inviável                | Maria Alice         | Sérgio Bianchi  |
| 2000 | Amélia                               | Vicentine           | Ana Carolina    |
| 2003 | Viva Voz                             | Deia                | Paulo Morelli   |
| 2003 | Eclipse                              | Pia                 | Herbert Bröde   |
| 2009 | Natimorto                            | Esposa              | Paulo Machline  |
| 2023 | Não Tem Volta                        | Samantha            | César Rodrigues |

## Teatro
- Orlando - Uma Biografia
- A Megera Domada
- Casa de Bonecas[25]
- Cotidiano
- A Vingança do Espelho

## Prêmios e indicações
| Ano  | Associações                             | Categoria                | Nomeações                 | Resultado |
| ---- | --------------------------------------- | ------------------------ | ------------------------- | --------- |
| 1992 | Festival de Teatro do Mundo da Alemanha | Melhor Atriz             | Orlando - Uma Biografia   | Venceu    |
| 1997 | Prêmio Shell                            | Melhor Atriz             | O Burguês Ridículo        | Venceu    |
| 2000 | Prêmio Guarani de Cinema Brasileiro     | Melhor Atriz Coadjuvante | Até que a Vida Nos Separe | Indicado  |
| 2000 | Brazilian Film Festival of Miami        | Melhor Atriz Coadjuvante | Até que a Vida Nos Separe | Venceu    |
| 2003 | Prêmio Contigo! de TV                   | Melhor Atriz Cômica      | O Beijo do Vampiro        | Indicado  |